# 村瀬輝光
村瀬 輝光（むらせ てるみつ、1915年 - 1985年5月9日）は、昭和時代後期日本の中等教育教員。神奈川県の2代目県民歌「光あらたに」の作詞者として知られる。
また、推理作家としてのペンネームに深草 蛍五（ふかくさ けいご）がある。

## 来歴
横浜市中区出身。旧制厚木中学校を経て神奈川師範学校を卒業した後、1945年（昭和20年）に旧制相洋中学校の国語教諭となり、1947年（昭和22年）の新制高等学校への改組に伴い校歌を作詞した。
1950年（昭和25年）、神奈川県が行った2代目県民歌の懸賞公募で応募作「光あらたに」が採用され、同年4月10日付で制定される。ところが、制定から15年余りを過ぎた1967年（昭和42年）に当時の津田文吾知事が4番の歌詞について「大気汚染が社会問題化する中で不適切な表現ではないか」として改訂を指示し、作曲者の飯田信夫と共に難色を示したが結論が出ないまま1968年（昭和43年）を以て知事から問題視された4番自体が廃止されることになった。また、在職した相洋高校の他に小田原市など県内各地の校歌で作詞を手掛けており、ペンネーム「深草 蛍五」を用いて推理小説の執筆を行っている。
1985年（昭和60年）5月9日、平滑筋肉腫のため逝去。享年71（満70歳没）。

## 作品
作詞
- 神奈川県民歌「光あらたに」（補作：勝承夫、作曲：飯田信夫）
- 相洋中学校・高等学校校歌（作曲：武蔵野音楽学校）[4]
- 小田原市立大窪小学校校歌（作曲：石黒修三）[5]

小説
深草蛍五名義。
- 魔の宝石（光文社『別冊宝石』No.8）